# 小行星2321
小行星2321（2321 Luznice）是一颗围绕太阳公转的小行星。1980年2月19日，茲丹卡·瓦弗洛娃在克萊季发现了此天体。
該小行星以捷克的盧日尼采河命名。
这颗小行星的绝对星等为3.449141314490594等。